# Švedsko kolonijalno carstvo
Švedsko kolonijalno carstvo postojalo je od 1638. do 1663. i od 1785. do 1878. godine. Izraz „carstvo” nije službena terminologija, jer su švedski kolonijalni posjedi bili ograničeni na nekoliko manjih područja, koja nikad nisu bila u njenom posjedu istodobno.

## Švedske kolonije
Nova Švedska, Sjeverna Amerika (od 1638. do 1655.), oduzela Nizozemska
Gvadalupa, Antili (od 1813. do 1814.), vraćena Francuskoj
Sveti Bartolomej, Antili (od 1785. do 1878.), prodan Francuskoj
Švedska zlatna obala, Afrika (od 1650. do 1663.), oduzele Danska i Nizozemska, uključujući Cape Coast (od 1650. do 1663.) koji je na kraju vraćen Velikoj Britaniji

## U Americi

### Nova Švedska
Prva švedska kolonija je bila Nova Švedska, koju je 1638. godine, osnovala Nova švedska kompanija na obali Atlantika u Sjevernoj Americi, na istijeku rijeke Delaware. Ova kolonija se nalazila oko Fort Kristine (danas u gradu Wilmingtonu u državi Delaware), koja je nazvana po kraljici Kristini od Švedske. Veliki broj kolonijalista su bili Finci, jer je Finska do 1809. godine, bila istočna trećina Švedske. Švedska je dosegnula najveću veličinu svog teritorija u 17. stoljeću, te je zauzimala i neka njemačka i baltička područja.
Nizozemci su također bili prisutni na ovom području s kolonijom Nova Nizozemska. Šveđani su, sjeverno od današnjeg Salema u New Jerseyu, 1843. godine, osnovali i tvrđavu Fort Nya Elfsborg. U svibnju 1654. godine, su zauzeli nizozemsku tvrđavu Casimir. Kao odgovor, nizozemski guverner Peter Stuyvesant je poslao vojsku na rijeku Delaware, koja je nakom rata izvojevala pobjedu od Šveđana, koji su napustili tvrđave koje su onda uključene u Novu Nizozemsku.

### Antili
Zbog švedske potpore francuskim neprijateljima, tijekom Napoleonskih ratova, Gvadalupa je data švedskom kralju Karlu XIV. Ivanu. Otok je vraćen Francuskoj, godinu poslije, Pariškim mirovnim sporazumom. Švedska je pritiskom, dobila odštetu od 24 milijuna franaka. Zadnja isplata je plaćena 1983.
Kralj Gustav III. je 1785. godine, osnovao koloniju na Svetom Bartolomeju. Otok je postao središte trgovine robovima. Francuska je 1878. godine, kupila otok od Švedske. Taj otok je bio zadnja švedska kolonija.

## U Africi
Švedska je privremeno kontrolirala nekoliko naselja na Zlatnoj obali (današnja Gana), od 22. travnja 1650. Zadnja naselja je izgubila 15 godina kasnije, 20. travnja 1663. To su bili Fort Carlsborg te glavni grad Fort Chistiansborg, koje su zauzeli Danci.

### Cape Coast
1652. godine, Šveđani su zauzeli Cape Coast (u današnjoj Gani) kojeg su prije njih kontrolirali Nizozemci, te prije njih Portugalci. Cape Coast se nalazio oko dvorca Carolusburg, koji je sagrađen 1653. godine, te nazvan po kralju Karlu X. Gustavu, te je danas poznat pod imenom Dvorac Cape Coasta.

### Švedska trgovina robovima
Tijekom ovog razdoblja, postojala je i mala, švedska trgovina robljem, koja je završila nakon pada Nove Švedske. Kasnije je ponovno uspostavljena za vrijeme kralja Gustava III., koji je 1785. uspostavio koloniju na Svetom Bartolomeju, koji je bio središte trgovine robova. Švedska zapadnoindijska kompanija je 1786. godine, osnovana na otoku.

## Druga područja
Švedska je također trgovala s Indijom (pogledajte: Švedska istočnoindijska kompanija,šve. Svenska Ostindiska Kompaniet)